# Морайс, Пруденти ди
Пруде́нти Жозе́ ди Мора́йс Ба́ррус (порт. Prudente José de Moraes Barros; 4 октября 1841, Иту, Сан-Паулу, Бразильская империя — 3 декабря 1902, Пирасикаба, Сан-Паулу, Бразилия) — бразильский адвокат, государственный деятель, третий президент Бразилии (1894—1898).

## Учёба и начало карьеры
Пруденти ди Морайс родился в районе Иту в штате Сан-Паулу 4 октября 1841 года. В 1863 году окончил Школу права в Сан-Паулу. В том же году переехал в Пирасикабу, где в течение двух лет занимался адвокатской практикой.
В 1865 году Морайс начал свою политическую карьеру. Он вступил в Либеральную партию и был избран членом городского муниципалитета Пирасикабы. В 1873 году перешёл в Республиканскую партию.
В 1889—1890 годах занимал пост губернатора штата Сан-Паулу, затем стал сенатором и с 1891 по 1894 год был вице-спикером Сената.

## На посту президента
1 марта 1894 года в Бразилии состоялись первые президентские выборы. Пруденти ди Морайс одержал на них победу, набрав более 276 тысяч голосов и опередив своего главного соперника — Афонсу Пену. 15 ноября Морайс вступил в должность, став, таким образом, первым президентом Бразилии, избранным путём всенародного голосования, и первым президентом Бразилии гражданской профессии.
Предшественники оставили Морайсу страну не в лучшем положении: в Бразилии продолжались политические распри и административная неразбериха и, как следствие, царил экономический спад. Морайс начал своё правление с того, что назначил губернаторами штатов гражданских лиц, объявил политическую амнистию участникам антиправительственных выступлений на юге страны и сформировал новый кабинет министров, перед которым поставил первоочередную задачу — восстановить финансовую систему страны.
Во внешней политике Морайсу пришлось решать такие важные проблемы, как уточнение границ с Аргентиной, спор с которой длился со времени окончания Парагвайской войны, а также восстановление дипломатических отношений с Португалией и отражение территориальных притязаний Великобритании и Франции на севере страны.
С 10 ноября 1896 по 4 марта 1897 года Морайс не мог исполнять свои обязанности из-за проблем со здоровьем: он долго реабилитировался после операции по удалению желчных камней. В этот период его обязанности исполнял вице-президент Мануэл Виторину Перейра.
В ноябре 1897 года на Морайса было произведено покушение, в результате которого погиб военный министр в его правительстве.

### Война Канудус
Одним из заметных событий периода президентства Морайса стало движение Канудус, жестоко подавленное правительственными войсками. Это движение зародилось в 1893 году на северо-востоке штата Баия. Забытое правительством и доведённое до отчаяния население, страдавшее от голода и бедности, встало под знамёна некого Антониу Масиэла, прозванного Консельейру (Советник). Вокруг него собралось около 20-25 тысяч человек из штатов Баия, Сеара, Пернамбуку и Сержипи. Повстанцы грабили проезжих торговцев и местных помещиков. Правительству штата Баия не удалось восстановить порядок в регионе: оно несколько раз посылало отряды полиции на борьбу с восставшими, каждый раз увеличивая их численность, но повстанцы одерживали победу за победой, забирая себе трофейное оружие и боеприпасы.
В конце концов в ситуацию пришлось вмешаться республиканскому правительству. Оно не стало вдаваться в социальные корни и цели движения и объявило его участников врагами республики и демократии. Войска, включая тяжёлую артиллерию, были посланы на борьбу с повстанцами. В 1897 году после продолжительных боёв восстание было подавлено. Правительственные войска потеряли около 4 тысяч человек убитыми, количество погибших повстанцев было намного больше.

## Память
В честь Морайса названы муниципалитеты Президенти-Пруденти в штате Сан-Паулу, Пруденти-ди-Морайс в штате Минас-Жерайс и Прудентополис в штате Парана.